# Conão (protetor)
Conão (em latim: Conon) foi um oficial bizantino do final do século IV, ativo durante o reinado do imperador Arcádio (r. 395–408) Foi um dos quatro protetores enviado do Egito à corte em Constantinopla para adorar a púrpura imperial.